# Робинсон, Митчелл
Ми́тчелл Ро́бинсон (англ. Mitchell Robinson; род. 1 апреля 1998 года в Пенсаколе, штат Флорида, США) — американский профессиональный баскетболист, выступающий за команду «Нью-Йорк Никс» в Национальной баскетбольной ассоциации. Был выбран на драфте НБА 2018 года во 2-м раунде под общим 36-м номером командой «Нью-Йорк Никс». Играет на позиции центрового.
Митчелл стал первым в истории игроком, не пошедшим в колледж, а тренировавшимся самостоятельно целый сезон, чтобы затем выставить свою кандидатуру на драфт НБА.

## Карьера

### Колледж
В июле 2017 года Робинсон поступил в университет Западного Кентукки на летний семестр и тренировался с командой около двух недель перед запланированной командной поездкой в Коста-Рику. Источники тогда указали, что он покинул кампус, и его комната была пуста. Затем он был отстранен на неопределенный срок за нарушение правил команды. Поговорив с главным тренером Риком Стэнсбери, он получил разрешение на смену команды, и, за исключением непредвиденного решения NCAA, ему пришлось бы просидеть сезон 2017/18.
В надежде, что NCAA разрешит ему сменить команду, Робинсон посетил университет штата Луизиана, университет Канзаса и университет Нового Орлеана в августе 2017 года. 27 августа Робинсон вернулся в университет Западного Кентукки через месяц после того, как покинул кампус.
18 сентября Робинсон объявил, что отказывается от колледжа и будет самостоятельно готовиться к драфту НБА 2018 года. Это решение сделало его первым в истории баскетболистом, который не играл ни в одной команде в течение всего года до подачи заявки на участие в драфте НБА. Кроме того, из-за его недолгого посещения летних занятий университета Западного Кентукки, ему было запрещено участвовать в Джи-Лиге НБА в сезоне из-за правил Джи-Лиги.
Робинсон был одним из 69 игроков, которые планировали принять участие в драфт-комбайне НБА. Однако в день мероприятия Митчелл отказался от участия.

### НБА

#### Нью-Йорк Никс (2018—н.в.)
21 июня 2018 года Робинсон был выбран под общим 36-м номером на драфте НБА 2018 года командой «Нью-Йорк Никс». После выступления за «Никс» в Летней лиге НБА 2018 года, где он установил рекорд по блокам и подборам в атаке, 8 июля 2018 года Митчелл подписал с Нью-Йорком многолетний контракт. После восстановления от травмы лодыжки, полученной во время предсезонной подготовки, Робинсон дебютировал 17 октября, набрав 2 очка в победной игре с «Атланта Хокс» 127—106. Первый матч в старте команды НБА Митчелл сыграл 26 октября, набрав 7 очков и 6 подборов за 29 минут на паркете, но «Нью-Йорк Никс» проиграл «Голден Стэйт Уорриорз» 128—100. 29 октября он набрал 11 очков, 3 подбора, 1 ассист, 1 перехват и 1 блок в победе над «Бруклин Нетс» со счётом 115–96. 2 ноября Робинсон собрал свой первый дабл-дабл с 13 очками и 10 подборами в победе над «Даллас Маверикс» со счётом 118–106. 11 ноября Робинсон установил рекорд для новичков «Никс», совершив 9 блок-шотов, однако «Орландо Мэджик» оказались сильнее — 115–89. 28 марта 2019 года Робинсон набрал 19 очков и 21 подбор, установив личный рекорд, в поражении «Торонто Рэпторс» со счётом 117–92 и стал первым новичком «Никс» со времён Уиллиса Рида в 1965 году, которому удалось набрать 19 очков и 21 подбор за матч.
Робинсон закончил сезон вторым по блок-шотам в среднем за игру, отстав только от Майлза Тёрнера из «Индиана Пэйсерс», и был выбран во вторую сборную новичков НБА 2019 года.
3 июля 2019 года Робинсон объявил, что меняет номер на футболке с 26 на 23 в честь двух погибших школьных друзей. Он выбрал 23, потому что один друг носил 2, а другой — 3.
12 июля 2022 года Робинсон подписал четырехлетний контракт с «Никс». 30 ноября он набрал 15 очков и сделал 20 подборов во время поражения от «Милуоки Бакс» со счетом 103-109.
23 сентября 2024 года было объявлено, что Робинсон пропустит начало регулярного сезона после перенесенной в межсезонье операции на лодыжке. 28 февраля 2025 года Робинсон вернулся после травмы и набрал шесть очков и пять подборов в победе над «Мемфис Гриззлис» со счетом 114:113.

## Статистика

### Статистика в НБА
| Сезон                                                                                    | Команда  | Регулярный сезон | Регулярный сезон | Регулярный сезон | Регулярный сезон | Регулярный сезон | Регулярный сезон | Регулярный сезон | Регулярный сезон | Регулярный сезон | Регулярный сезон | Регулярный сезон | Серия плей-офф | Серия плей-офф | Серия плей-офф | Серия плей-офф | Серия плей-офф | Серия плей-офф | Серия плей-офф | Серия плей-офф | Серия плей-офф | Серия плей-офф | Серия плей-офф |
| Сезон                                                                                    | Команда  | GP               | GS               | MPG              | FG%              | 3P%              | FT%              | RPG              | APG              | SPG              | BPG              | PPG              | GP             | GS             | MPG            | FG%            | 3P%            | FT%            | RPG            | APG            | SPG            | BPG            | PPG            |
| ---------------------------------------------------------------------------------------- | -------- | ---------------- | ---------------- | ---------------- | ---------------- | ---------------- | ---------------- | ---------------- | ---------------- | ---------------- | ---------------- | ---------------- | -------------- | -------------- | -------------- | -------------- | -------------- | -------------- | -------------- | -------------- | -------------- | -------------- | -------------- |
| 2018/19                                                                                  | Нью-Йорк | 66               | 19               | 20,6             | 69,4             | -                | 60,0             | 6,4              | 0,6              | 0,8              | 2,4              | 7,3              | Не участвовал  | Не участвовал  | Не участвовал  | Не участвовал  | Не участвовал  | Не участвовал  | Не участвовал  | Не участвовал  | Не участвовал  | Не участвовал  | Не участвовал  |
| 2019/20                                                                                  | Нью-Йорк | 61               | 7                | 23,2             | 74,2             | -                | 56,8             | 7,0              | 0,6              | 0,9              | 2,0              | 9,7              | Не участвовал  | Не участвовал  | Не участвовал  | Не участвовал  | Не участвовал  | Не участвовал  | Не участвовал  | Не участвовал  | Не участвовал  | Не участвовал  | Не участвовал  |
| 2020/21                                                                                  | Нью-Йорк | 31               | 29               | 27,5             | 65,3             | -                | 49,1             | 8,1              | 0,5              | 1,1              | 1,5              | 8,3              | Не участвовал  | Не участвовал  | Не участвовал  | Не участвовал  | Не участвовал  | Не участвовал  | Не участвовал  | Не участвовал  | Не участвовал  | Не участвовал  | Не участвовал  |
| 2021/22                                                                                  | Нью-Йорк | 72               | 62               | 25,7             | 76,1             | -                | 48,6             | 8,6              | 0,5              | 0,8              | 1,8              | 8,5              | Не участвовал  | Не участвовал  | Не участвовал  | Не участвовал  | Не участвовал  | Не участвовал  | Не участвовал  | Не участвовал  | Не участвовал  | Не участвовал  | Не участвовал  |
| 2022/23                                                                                  | Нью-Йорк | 59               | 58               | 27,0             | 67,1             | -                | 48,4             | 9,4              | 0,9              | 0,9              | 1,8              | 7,4              | 11             | 11             | 27,1           | 60,4           | -              | 39,4           | 9,3            | 0,8            | 0,7            | 1,5            | 6,5            |
| 2023/24                                                                                  | Нью-Йорк | 31               | 21               | 24,8             | 57,5             | -                | 40,9             | 8,5              | 0,6              | 1,2              | 1,1              | 5,6              | 6              | 0              | 19,1           | 50,0           | -              | 37,5           | 6,8            | 0,5            | 1,0            | 1,2            | 2,8            |
|                                                                                          | Всего    | 320              | 196              | 24,5             | 70,1             | -                | 51,8             | 7,9              | 0,6              | 0,9              | 1,9              | 8,0              | 17             | 11             | 24,3           | 58,1           | -              | 39,0           | 8,4            | 0,7            | 0,8            | 1,4            | 5,2            |
| Наведите курсор мыши на аббревиатуры в заголовке таблицы, чтобы прочесть их расшифровку. |          |                  |                  |                  |                  |                  |                  |                  |                  |                  |                  |                  |                |                |                |                |                |                |                |                |                |                |                |